# Weltmeisterin im Blitzschach

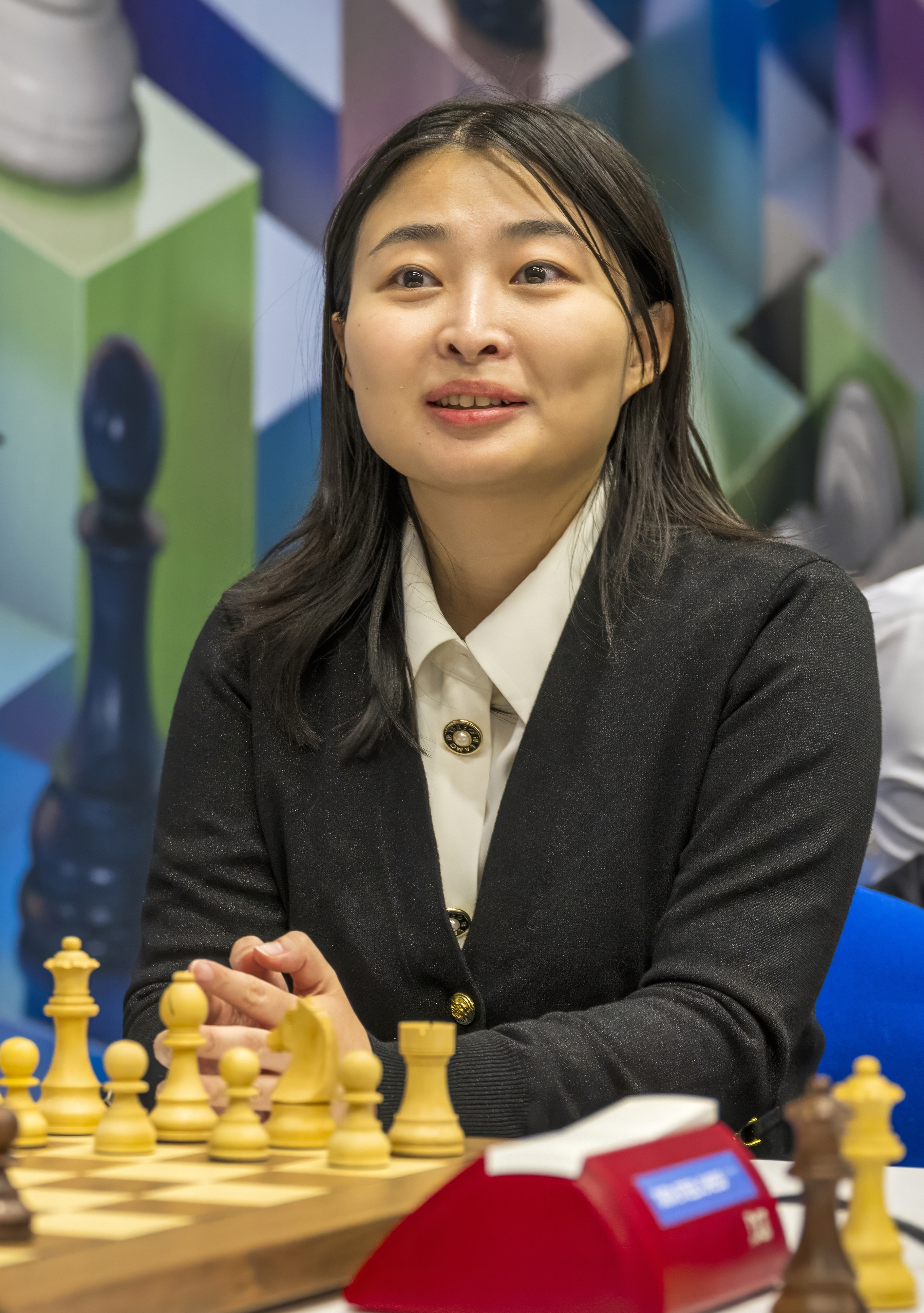
Ju Wenjun, Weltmeisterin im Blitzschach

Die Weltmeisterin im Blitzschach wurde vom Weltschachverband FIDE erstmals 2010 und wird seit 2016 jährlich ermittelt. Das Turnier findet am gleichen Ort und zur gleichen Zeit des offenen Turniers statt, in dem auch die Weltmeisterin im Schnellschach ermittelt wird. Die offenen Weltmeisterschaften sind die Weltmeisterschaft im Blitzschach und die Weltmeisterschaft im Schnellschach, die parallel zu den Frauenturnieren gespielt werden.
Die aktuelle Weltmeisterin im Blitzschach ist Ju Wenjun.
| Jahr | Austragungsort                                 | Turnier                                          | Weltmeisterin                                  | Zweite                                         | Dritte                                         |
| ---- | ---------------------------------------------- | ------------------------------------------------ | ---------------------------------------------- | ---------------------------------------------- | ---------------------------------------------- |
| 1992 | Budapest                                       |                                                  | Zsuzsa Polgár                                  | Judit Polgár                                   | Alissa Galljamowa                              |
| 2010 | Moskau                                         |                                                  | Jekaterina Lagno                               | Tatjana Kossinzewa                             | Walentina Gunina                               |
| 2012 | Batumi                                         | Schnell- und Blitzschachweltmeisterschaften 2012 | Walentina Gunina                               | Natalja Schukowa                               | Anna Musytschuk                                |
| 2014 | Chanty-Mansijsk                                | Schnell- und Blitzschachweltmeisterschaften 2014 | Anna Musytschuk                                | Nana Dsagnidse                                 | Tatjana Kossinzewa                             |
| 2016 | Doha                                           | Schnell- und Blitzschachweltmeisterschaften 2016 | Anna Musytschuk                                | Walentina Gunina                               | Jekaterina Lagno                               |
| 2017 | Riad                                           | Schnell- und Blitzschachweltmeisterschaften 2017 | Nana Dsagnidse                                 | Walentina Gunina                               | Ju Wenjun                                      |
| 2018 | Sankt Petersburg                               | Schnell- und Blitzschachweltmeisterschaften 2018 | Jekaterina Lagno                               | Sarasadat Khademalsharieh                      | Lei Tingjie                                    |
| 2019 | Moskau                                         | Schnell- und Blitzschachweltmeisterschaften 2019 | Jekaterina Lagno                               | Anna Musytschuk                                | Tan Zhongyi                                    |
| 2020 | keine Austragung infolge der COVID-19-Pandemie | keine Austragung infolge der COVID-19-Pandemie   | keine Austragung infolge der COVID-19-Pandemie | keine Austragung infolge der COVID-19-Pandemie | keine Austragung infolge der COVID-19-Pandemie |
| 2021 | Warschau                                       | Schnell- und Blitzschachweltmeisterschaften 2021 | Bibissara Assaubajewa                          | Alexandra Kostenjuk                            | Walentina Gunina                               |
| 2022 | Almaty                                         | Schnell- und Blitzschachweltmeisterschaften 2022 | Bibissara Assaubajewa                          | K. Humpy                                       | Polina Schuwalowa                              |
| 2023 | Samarqand                                      | Schnell- und Blitzschachweltmeisterschaften 2023 | Walentina Gunina                               | Alexandra Kostenjuk                            | Zhu Jiner                                      |
| 2024 | New York City                                  | Schnell- und Blitzschachweltmeisterschaften 2024 | Ju Wenjun                                      | Lei Tingjie                                    | Jekaterina Lagno R. Vaishali                   |